# This Life
This Life (1996–1997) – brytyjski serial komediowy stworzony przez Amy Jenkins.
Jego światowa premiera odbyła się 18 marca 1996 roku na kanale BBC Two. Ostatni odcinek został wyemitowany 7 sierpnia 1997 roku. W Polsce serial nadawany był na kanale Tele 5.

## Obsada
- Jack Davenport jako Miles Stewart
- Amita Dhiri jako Djamila "Milly" Nassim
- Andrew Lincoln jako Egg (Edgar Cooke)
- Daniela Nardini jako Anna Forbes
- Jason Hughes jako Warren Jones
- Ramon Tikaram jako Ferdy (Ferdinand Garcia)
- David Mallinson jako Michael O'Donnell
- Luisa Bradshaw-White jako Kira
- Steve John Shepherd jako Jo
- Natasha Little jako Rachel
- Cyril Nri jako Graham
- Geoffrey Bateman jako Hooperman

i inni